# Karl Wirtz (Physiker)
Karl Eugen Julius Wirtz (* 24. April 1910 in Köln; † 12. Februar 1994 in Karlsruhe) war ein deutscher Neutronen- und Reaktorphysiker.

## Leben
Wirtz studierte von 1929 bis 1934 Physik, Chemie und Mathematik an der Universität Bonn, der Albert-Ludwigs-Universität Freiburg und der Universität Breslau. 1934 wurde er bei Clemens Schaefer an der Universität Breslau promoviert (Das ultrarote Reflexionsspektrum von Silikaten). Er war Wissenschaftlicher Assistent am Lehrstuhl von Karl Friedrich Bonhoeffer an der Universität Leipzig. Während dieser Zeit wurde er Mitglied beim Nationalsozialistischer Lehrerbund (NSLB), gleichwohl kein Mitglied der NSDAP. Als NSLB-Mitglied konnte er sich 1938 an der Berliner Friedrich-Wilhelms-Universität (heute: Humboldt-Universität zu Berlin) habilitieren.

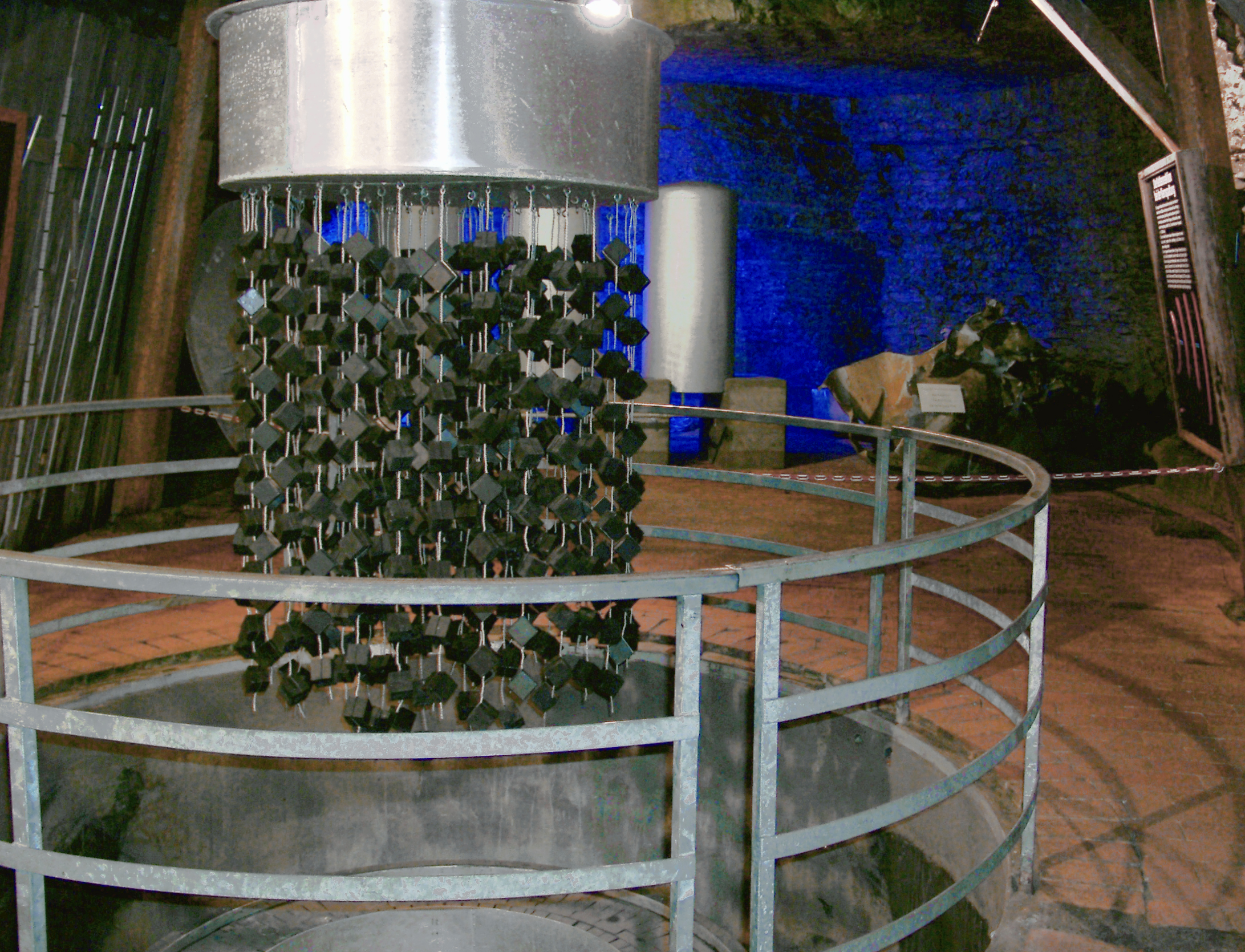
Nachbau des Forschungsreaktors Haigerloch

Karl Wirtz war ab 1937 in der Arbeitsgruppe von Werner Heisenberg und Petrus Debye am Kaiser-Wilhelm-Institut in Berlin tätig. 1938 habilitierte er sich mit der Arbeit Über den Mechanismus der elektrolytischen Wasserstoffabscheidung (über die elektrolytische Gewinnung von Schwerem Wasser). 1941 wurde er Dozent an der Universität Berlin. Während des Zweiten Weltkriegs nahm er am deutschen Uranprojekt teil (siehe auch Forschungsreaktor Haigerloch) und wurde dort 1944 Leiter der experimentellen Abteilung.
Im Alter von 35 Jahren gehörte er 1945 zu den zehn von den Alliierten im Rahmen der Operation Epsilon in Farm Hall (Südengland) internierten deutschen Wissenschaftlern, zusammen mit Otto Hahn, Max von Laue, Carl Friedrich von Weizsäcker, Werner Heisenberg, Walther Gerlach, Erich Bagge, Horst Korsching, Kurt Diebner und Paul Harteck. 1947 fasste er für die FIAT Reviews of German Science der Alliierten die Reaktorversuche von Haigerloch mit Heisenberg zusammen.
Nach seiner Entlassung arbeitete er von 1946 bis 1957 als Abteilungsleiter am Max-Planck-Institut für Physik in Göttingen im Bereich der Neutronenphysik und Reaktortechnik. Dort leitete er auch die Planungsgruppe für Reaktorkonstruktion, zu der neben anderen Rudolf Schulten gehörte. Er lehrte auch an der Universität Göttingen. Im April 1957 unterschrieb er das Göttinger Manifest von 18 führenden Kernphysikern, das sich gegen die geplante Aufrüstung der Bundeswehr mit Atomwaffen wandte.

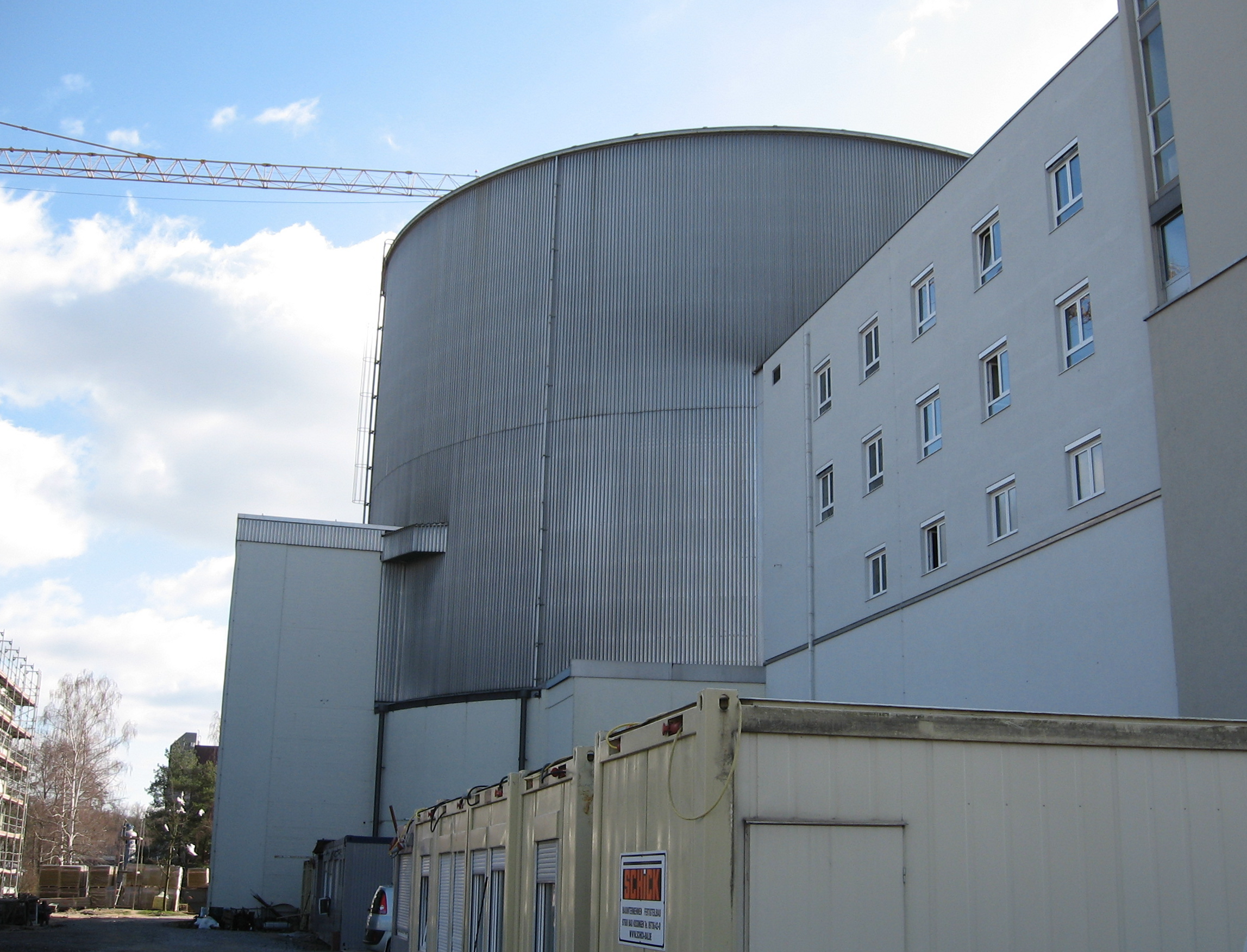
Forschungsreaktor 2 in Karlsruhe

Wirtz war maßgeblich an der Gründung des Kernforschungszentrums Karlsruhe beteiligt und war dort ab 1957 Direktor des Instituts für Neutronenphysik und Reaktortechnik (INR) sowie Ordinarius an der Universität Karlsruhe. Karl Heinz Beckurts, selbst Schüler von Wirtz, führte ab 1958 die experimentelle Abteilung des INR. Wirtz leitete am INR die Planungen zum Forschungsreaktor 2, dem ersten Kernreaktor in Deutschland, der nach eigenem Konzept und in eigener Verantwortung gebaut wurde. Er gilt als Pionier und Gründervater für die friedliche Nutzung der Kernenergie in Deutschland. Ab 1960 arbeitete er am INR an der Entwicklung schneller Brutreaktoren, was ein Schwerpunkt seiner Forschung und der seines Instituts werden sollte, und er befasste sich mit Sicherheitsfragen von Leichtwasserreaktoren.
Karl Wirtz betreute während seiner Laufbahn mehr als 130 Dissertationen. 1965 bis 1967 war er Vorsitzender des wissenschaftlichen Rats des Kernforschungszentrums Karlsruhe und 1974 bis 1976 Dekan der Fakultät für Maschinenbau. 1979 wurde er emeritiert. 1969 bis 1975 war er regelmäßig Gastprofessor an der University of Washington. Er war Mitglied der deutschen Atomkommission. 1972 bis 1977 war er im Präsidium des Deutschen Atomforums. Er beriet die Bundesregierung bezüglich des Atomwaffensperrvertrags.
1975 erhielt er das Große Verdienstkreuz des Verdienstordens der Bundesrepublik Deutschland. Wirtz war Fellow der American Nuclear Society, Mitglied der Max-Planck-Gesellschaft und Ehrenmitglied der Deutschen Kerntechnischen Gesellschaft und der European Nuclear Society. 1966 bis 1968 war er Vizepräsident der European Atomic Energy Society. Bis 1989 war er Herausgeber für Europa der Zeitschriften Nuclear Science and Engineering, Nuclear Technology und Fusion Technology.
Ihm zu Ehren hat die Kerntechnische Gesellschaft e. V. (KTG) den Karl-Wirtz-Preis gestiftet. Er wird alle drei Jahre an junge Wissenschaftler oder Ingenieure für herausragende wissenschaftliche Leistungen auf dem Gebiet der Kerntechnik oder verwandter Disziplinen verliehen. Mit dem Preis soll der Fortschritt von Wissenschaft und Technik auf dem Gebiet der friedlichen Nutzung der Kernenergie gefördert werden.
Neben Kerntechnik befasste er sich auch mit Physikalischer Chemie.

## Schriften (Auswahl)
- zusammen mit Karl Heinz Beckurts: Elementare Neutronenphysik, Springer, 1958 (englische Ausgabe Neutron Physics 1964)
- Die Atomenergie, 1960
- Lectures on fast reactors, 1973, 1978
- zusammen mit Karl Winnacker: Das unverstandene Wunder. Kernenergie in Deutschland, 1975
- Im Umkreis der Physik, Kernforschungszentrum Karlsruhe, 1988  (Erinnerungen)